# Hrabovszky Sámuel
Hrabovai Hrabovszky Sámuel (1732 – Nemesdömölk, 1796. május 8.) a Dunántúli evangélikus egyházkerület szuperintendense (azaz püspöke) 1786-tól haláláig.
Somogymegyei származású volt és 1755-től a wittenbergi egyetemen tanult. 1757 májusában visszatért Téténybe (Győr megye), ahol lelkész volt; 1786-ban püspökké választatott. 1796-ban hunyt el.
Költeménye, mellyel Koburg herczeg győzedelmeért és báró Laudon fővezér által történt Belgrád bevételeért, Szent-Háromság XXIII. vasárnapján, tartott hálát adó tanítását végezte. (Mindenes Gyűjtemény II. 1789. 301. l.)